# Jeanne Chaudrier
Jehanne Chaudrier, Dame du Bouchaige, née en 1487, décédée en 1544, est une descendante de Jean Chaudrier, notable, écuyer et Seigneur de Nieul Les Saintes, Maire de La Rochelle en 1372. 
Elle est la mère du poète Pierre de Ronsard

## Héraldique

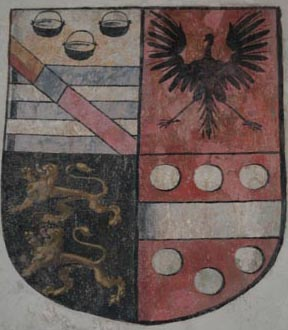
Armoiries de Jeanne Chaudrier.

Au château de la Possonnière, à Couture-sur-Loir, sur le mur nord, à gauche de la baie ouest, apparaissent les armes de Jeanne Chaudrier, épouse de Louis Ronsard. Son blason de type écartelé est composé des quatre armes de ses grands-parents :
Au premier, les armes de Jean Chaudrier : d'azur à 2 fasces d'argent, au chef d'argent chargé de 3 chaudières avec leurs anses de sable, 2 et 1, au bâton, brochant sur le tout, coupé, au 1 mi-parti d'or et de gueules recoupé d'argent, au 2 de gueules. À noter que les armes de Jean Chaudrier sont elles-mêmes composées des armes des Chaudrier et de celles des Parthenay-l'Archevèque, une lointaine alliance.
Au second, les armes de Joachine de Beaumont-Glénay : d'or à l'aigle de sable couronnée de pourpre, becquée et membrée de gueules.
Au troisième, les armes de Louise Rouault :  de sable à 2 léopards d'or l'un sur l'autre.
Au quatrième, les armes de Françoise Bonnenfant : de gueules à la fasce d'argent accompagnée de 6 besants du même 3 en chef et 3 en pointe.

## Généalogie

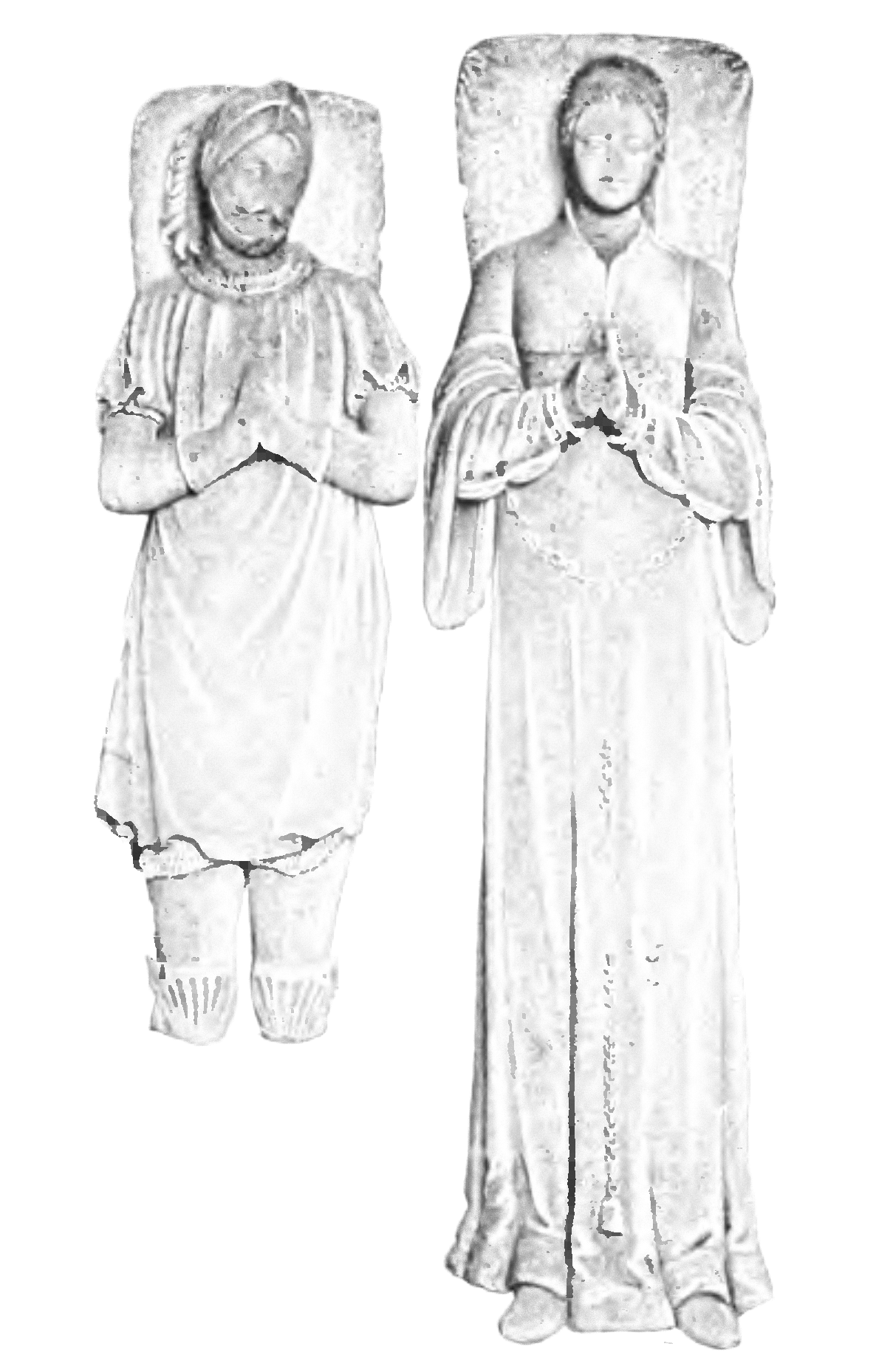
Gisant de Loys de Ronsard et Jeanne Chaudrier dans l'église Saint-Gervais et Saint-Protais de Couture.

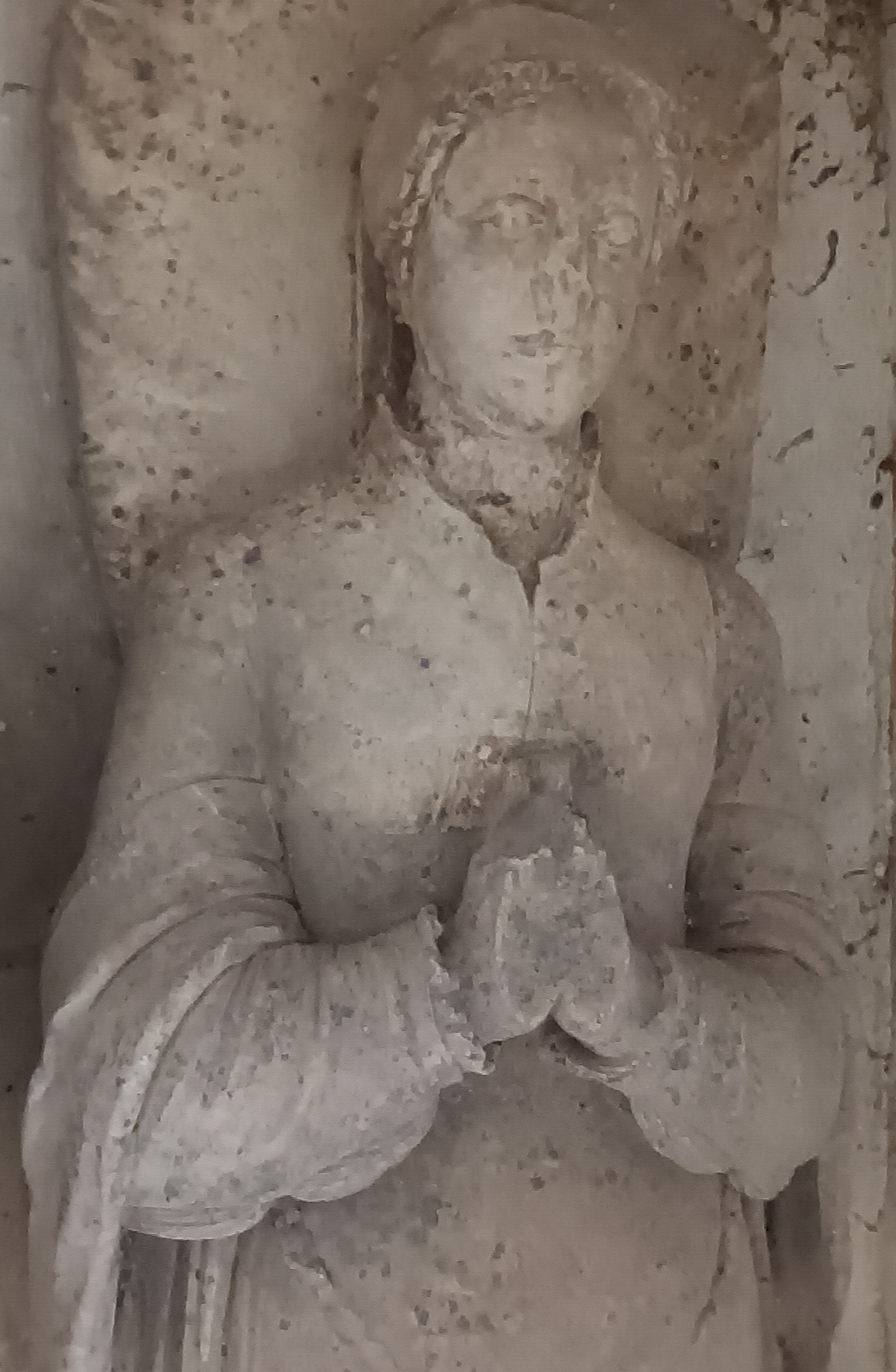
Gisant de Jeanne Chaudrier

### Ascendance paternelle
```
Jean Chaudrier (+ 1325), Ecuyer 
Seigneur de Nieul-Les-Saintes, Maire de La Rochelle

x Jeanne de Parthenay 
│
└── Catherine Chaudrier 
    x Jean de Machecoul 
Seigneur de la Volvire et de la Blanchardière

│
└── Hélie Chaudrier 
    x Blanche de Montendre
│
└── Jeanne Chaudrier 
│
└── Marguerite Chaudrier 
│
└── Louis Chaudrier (+ 1360), Chevalier 
Seigneur de Nieul-Les-Saintes

    x Blanche de Montaut (+ 1365), 
Dame de 
Noirterre
 et de 
Cirières

    │
    └── Jean Chaudrier (1390-1457), Ecuyer 
Seigneur de Nieul-Les-Saintes, Chantlivault, Noirterre et Cirières

        x Jeanne de Coulaines, 
Dame de la Possonnière
   
        │
        ├── Jeanne Chaudrier 
Dame de la Caillère et du Rouzay

           x Jean III Jousseaume 
Seigneur de la Geffardière et de la Loge-Fougereuse

        │
        └── René Chaudrier, (1424-1474), Ecuyer 
Seigneur de Nieul-Les-Saintes, Chantlivault, Noirterre et Cirières

           x Françoise Bonnenfant (+ 1425)
           │
           ├── Isabeau Chaudrier
              x François de Culant
           │ 
           ├── Bonne Chaudrier
              x René d'Appelvoisin
           │ 
           └── Jean Chaudrier (1450-1492), Ecuyer 
Seigneur de Noirterre et Cirières

               x Joachine de Beaumont-Glénay (+ 1450)
               │ 
               ├── Renée Chaudrier
                  x René des Roches
               │ 
               ├── Françoise Chaudrier 
Dame de Coulonges et de Nieul Les Saintes"

                  x Jacques de Culant
               │ 
               └── JEANNE CHAUDRIER(1487-1544), 
Dame du Bouchaige, Noirterre, Cirières et de la Possonnière
```

### Ascendance maternelle
```
Jean de Beaumont-Glénay (+ vers 1330), Chevalier  
Seigneur de 
Glénay

x Agnès du Sault
│
└── Miles de Beaumont-Glénay, 
Seigneur de Glénay

    x Philippa Beau
    │
    └── Guyard de Beaumont-Glénay, Ecuyer 
Seigneur de Glénay

        x Marguerite d'Appelvoisin
        │
        └── Jean de Beaumont-Glénay (vers 1420-1470), Chevalier 
Seigneur de Glénay

              x Louise Rouault
           │
           ├── Jean de Beaumont-Glénay, 
Seigneur de Glénay et de la Brossardière

              x Catherine Rataut
           │ 
           └── Joachine de Beaumont-Glénay (+ vers 1450)
                 x Jean Chaudrier (1450-1492), Ecuyer 
Seigneur de Noirterre et Cirières

               │ 
               ├── Renée Chaudrier
                  x René des Roches
               │ 
               ├── Françoise Chaudrier 
Dame de Coulonges et de Nieul Les Saintes"

                  x Jacques de Culant
               │ 
               └── JEANNE CHAUDRIER(1487-1544), 
Dame du Bouchaige, Noirterre, Cirières et de la Possonnière
```

### Descendance
Jeanne Chaudrier a eu trois unions successives d'où sont issues les descendances qui suivent :

#### Descendance de Fontbrenier
Jacques de Fonbrenier, Seigneur de la Chevillonnière avait enlevé Jeanne Chaudrier pour obliger les parents de celle-ci à consentir au mariage. L’affaire fit grand bruit et les Chaudrier obtinrent du Roi Louis XII, les 17 mars 1498 et 26 juillet 1499, des lettres ordonnant la prise de corps du ravisseur. On ne sait trop comment l’affaire s’arrangea. Beauchet-Filleau indique qu’il y eut mariage et la naissance d’une fille : Claude de Fontbrenier, qui épousa le 27 février 1523, Pierre des Hommes, écuyer, Seigneur du Lys. Leur contrat de mariage du 8 février 1523 nomme clairement les parents de l’épouse.
```
Jacques de Fontbrenier, 
Seigneur de la Chevillonière

x JEANNE CHAUDRIER(1487-1544), 
Dame du Bouchaige, Noirterre, Cirières 

│
└── Claude de Fontbrenier
    x Pierre des Hommes, 
Seigneur du Lys

    │
    └── Louis des Hommes, 
Seigneur de la Rivière
```

#### Descendance des Roches
Jeanne Chaudrier épousa vers 1500 un certain Guyot des Roches, Seigneur de la Balme. De cette union naquit René des Roches.
```
Guyot des Roches, 
Seigneur de la Balme

x JEANNE CHAUDRIER(1487-1544), 
Dame du Bouchaige, Noirterre, Cirières

│
└── René des Roches
    │
    └── Denis des Roches
```

#### Descendance de Ronsard
Guyot des Roches mourut peu de temps après son mariage. Jeanne, encore jeune et belle, épousa Louis de Ronsard, Chevalier et maître d’hôtel du Dauphin. Par ce mariage elle devint Dame de la Possonnière. Elle eut trois fils, Claude, Charles et Pierre de Ronsard, le grand poète de la Renaissance, né en 1524; ainsi qu'une fille, Louise.
En 1542, Louis de Ronsard devient Seigneur de la Rattellerye, de la Possonnière et de Noireterre.Il Rend hommage pour Noirterre devant François du Bellay, Seigneur de Commequier et de La Forêt.
Louis de Ronsard aimait les guerres, les tournois. Il servit Louis XII et François Ier, se battit en Italie sous leur bannière et était à côté de François Ier à Marignan. Il fut aussi le compagnon de Bayard. Latiniste, un peu poète, il rapporta d'Italie son goût pour les belles formes.
```
Louis de Ronsard, (1485-1544) Chevalier 
Seigneur de la Possonnière, de la Chapelle-Gaugain et des Espineaux

x JEANNE CHAUDRIER(1487-1544), 
Dame du Bouchaige, Noirterre, Cirières

│
└── Claude de Ronsard, 
Seigneur de la Possonnière
 
    x Anne Tiercelin, 
Dame de la Beschuère

    │
    └── Louis de Ronsard
│
└── Charles de Ronsard
│
└── Louise de Ronsard
│
└── Pierre de Ronsard (1524-1585), 
poète
```

## Fiefs
Jeanne Chaudrier, apportait en dot à Louis de Ronsard, les fiefs hérités de son père Jean Chaudrier. Parmi eux, on peut trouver les fiefs suivants :

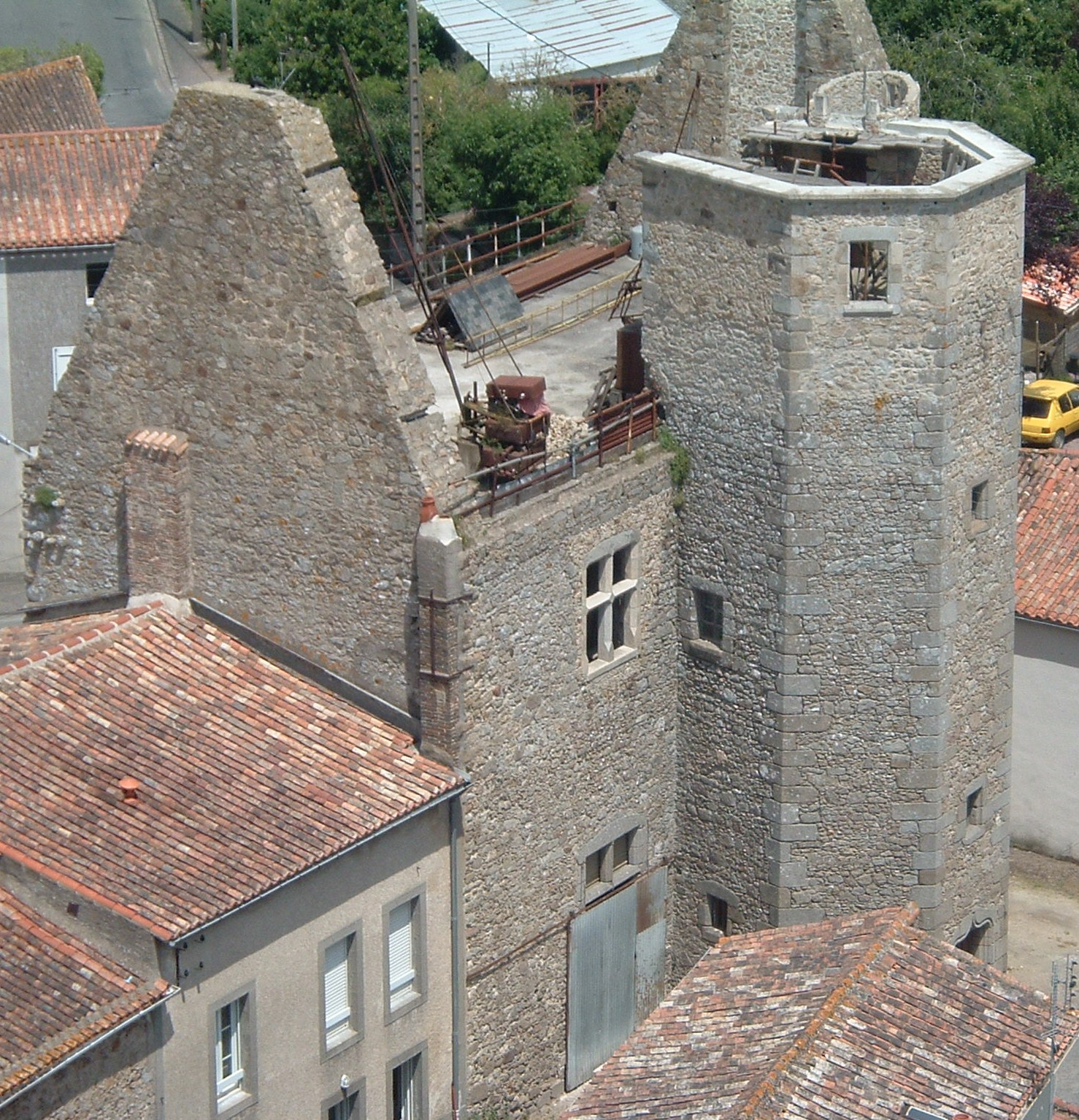
Le château de Noirterre.

- Noirterre et son château du XVe siècle appelé hôtel de Noirterre, aujourd'hui en cours de restauration. Ce haut logis rectangulaire ajouré de fenêtres à croisées de pierres moulurées relevait au Moyen Âge de la baronnie de Bressuire. Il fut très certainement construit ou aménagé par Louis Chaudrier, Aïeul de Jeanne et époux de Blanche de Montaut, Dame de Noireterre et Cirières.

- Cirières

## Sources
- Association « Histoire et Patrimoine du Bressuirais »
- Notice sur Noirterre, Abbé Eugène Vatel, 1933
- Noirterre et son histoire, Jean Franchineau, curé de Noirterre, 1971
- Le Logis de la Chevillonnière, Saint Hilaire le Vouhis, site internet